# Center for Defense Information
Center for Defense Information (CDI) er en amerikansk venstreorienteret organisation som har til formål at styrke international sikkerhed ved brug af forskellige midler; disse inkludere mindre tiltro af ensidig militærintervention i håndtering af konflikter, mindre tiltro til kernevåben, en omstrukturering og nedskæring af det amerikanske militær, og tæt kontrol over forsvarsprogrammer. CDI består af personer med akademisk baggrund og delvist af personer med militær baggrund.
Under Den Kolde Krig var CDI en blandt flere venstreorienterede amerikanske organisationer, der flittigt blev brugt i sovjetiske propaganda rettet mod USA og NATO.